# Sant Pau de Narbona de Pomar
|  | Aquest article tracta sobre l'antiga església de Sant Pau a Pomar. Si cerqueu la nova església de Sant Pau a Pomar, vegeu «Església Nova de Pomar». |

Sant Pau és una església al nucli de Pomar (Segarra) protegida com a bé cultural d'interès local. De l'església no es tenen referències documentals anteriors al 1300, si bé es tenen notícies d'aquest lloc i del castell de Pomar des de l'any 1101. L'església era sufragània de Santa Maria de Montlleó, va pertànyer al bisbat de Vic fins a l'any 1957. A causa de la precarietat de la construcció, es van treure les campanes fa uns quaranta anys.
És un edifici notablement degradat, adossat a construccions precàries, i presenta planta rectangular, d'una sola nau i absis quadrat. A la seva façana principal hi trobem la porta d'accés amb estructura d'arc de mig punt. Destaquem, però, les estretes obertures situades per damunt de la porta d'entrada, concretament la que està situada sobre d'aquesta i presenta una estructura cruciforme amb forma de creu llatina capçada per un arc monolític treballat amb un carreu de pedra del país.
La façana està coronada per un campanar d'espadanya de doble ull. Al mur esquerra hi ha una porta d'arc de mig punt adovellat, actualment paredada. Dins de l'església, als seus peus hi ha un cor elevat, sustentat per una volta de creueria amb clau esculpida amb motius vegetals. Al costat esquerre de la porta d'accés, trobem el vas d'una pica beneitera, molt degradat, i una caixa d'escales que porta al cor de l'església. L'interior d'aquest edifici presenta un estat ruïnós amb part de la coberta de la nau enfonsada, sense poder apreciar el tipus de coberta emprada.
Annexionat al tram esquerra de la façana principal, hi trobem l'estructura d'un portal d'arc de mig punt i coronat per un altre campanar d'espadanya de doble ull. Aquesta estructura forma part de l'església, alhora que, en origen, es tracta del primitiu portal d'accés a la vila medieval de Pomar. L'obra presenta un parament exterior de pedra local amb rejunt de morter, sobre el qual s'evidencien restes d'un fi arrebossat estovat, en alguns sectors de la seva façana principal.